# Costa Dulce
Costa Dulce es una película paraguaya, el tercer largometraje dirigido por el cineasta y artista plástico paraguayo Enrique Collar. Fue grabado en comunidades de la ciudad de Itauguá, Paraguay. Se estrenó en noviembre de 2013, en el Festival Internacional de Cine de Mar del Plata.
Cierra la "Trilogía Paraguaya", de Enrique Collar, junto a "Miramenometokei" (2002) y "Novena" (2009).

## Sinopsis
El joven David pasa las horas entre su hogar y la tarea confiada para arreglar y pintar la casa de alguien que se ha marchado al exterior. Pero el impulso natural por hacerse hombre, hace que David cometa una imprudencia y no cumpla esta tarea. La llegada de una misteriosa encomienda para el dueño de casa lo inquieta y una irrefrenable curiosidad lo va poseyendo. El mito despertara a un decidido David y se verá envuelto en una historia de codicia, obsesión, y muerte, perdiendo lo poco que ha tenido, y quizá hasta lo que una persona posee como más preciado: la libertad.

## Protagonistas
- Christian Riveros (David)
- Eladia Velázquez (Anabel)
- Juan de Dios Collar (Gervasio)

Juan de Dios Collar es tío del director Enrique Collar, y ya había participado en su anterior película, como protagonista, "Novena" (2009).

## Festivales
Estrenado mundialmente en el 28 Festival Internacional de Cine de Mar del Plata, el 17 de noviembre de 2013.
Se estrenó en el Centro Cultural Paraguayo Americano (CCPA) de Asunción, el 1 de noviembre de 2014, y tuvo proyecciones diarias hasta el 7 de noviembre.
- 2014 AFI Latin American Film Festival – Selección Oficial
- 3er Festival Internacional Unasur Cine – Competencia Internacional
- 44th International Film Festival Rotterdam | Selección oficial-Spectrum
- 28 Festival Internacional de Cine de Mar del Plata - Competencia Latinoamericana

## Datos técnicos
- Formato de rodaje: Sony 5D MarK II - Color
- Lengua original: Guaraní
- País de origen: Paraguay
- País coproductor: Holanda
- Fecha de realización: noviembre de 2013
- Productor: AreachikaCine (py)
- Coproductor: ASFilm (nl)
- Asistente de fotografía: Christian Acosta
- Asistencia de dirección y casting: Nelson Silva (Nelson de Santaní)
- Asistente general: Stevens Báez
- Sonido and audio-post: Auralmusik
- Productores: André Schreuders & Enrique Collar
- Con el apoyo financiero de: FONDEC (PY) y DKC Rotterdam (NL)